# FC 그라니트 미카셰비치
FC 그라니트 미카셰비치(러시아어: Футбольный Клуб Гранит Микашевичи)는 미카셰비치를 연고로 하는 벨라루스의 축구 클럽이다. 현재는 벨라루스의 2부 축구 리그인 벨라루스 1부 리그에 참가하고 있다.